# Via dei Brunelleschi
Via dei Brunelleschi è una strada del centro storico di Firenze, che va da piazza della Repubblica a via de' Pecori. Lungo il tracciato si innestano: Via de' Tosinghi e via del Campidoglio. 

## Storia

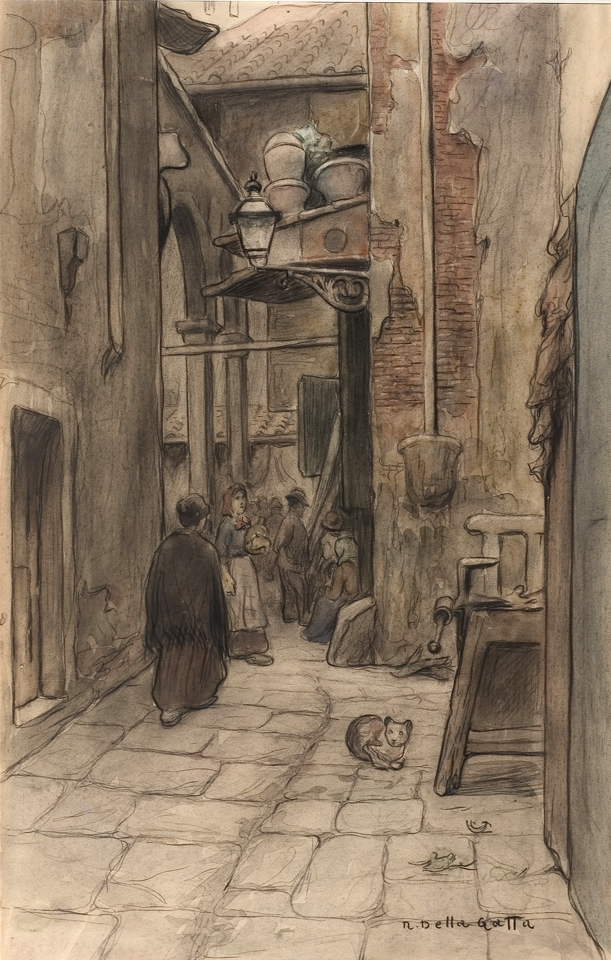
Anacleto Nino Della Gatta, Via dei Naccaioli (verso piazza del Mercato), anni 1880

Il tracciato della strada è antichissimo: in occasione delle ristrutturazioni ottocentesche venne trovato all'imbocco della via un ingresso del foro romano, e lungo essa le tracce di un fognone che arrivava fino alle mura romane, nei pressi del palazzo Arcivescovile. Nel Medioevo ebbero qui le loro case le famiglie Arrigucci, Brunelleschi, Tosinghi e i loro consorti. 
La via subì un certo decadimento a partire dal Trecento, quando sul lato orientale venne edificato il Grande Postribolo, un edificio murato in cui era permesso l'esercizio della prostituzione, e che nel 1571 divenne con l'intero isolato il Ghetto, in cui finì murata anche una loggia dei Brunelleschi antistante la loro piazzetta. I nomi con cui questa strada fu nota nel tempo denotano un carattere popolaresco, legato al tessuto commerciale del Mercato Vecchio: dei Naccaioli, dei Rigattieri, dei Fondellai, degli Stracciaioli. Questi nomi sono legati ad altrettanti antichi mestieri: i naccaioli producevano dei pentolini in metallo che, ricoperti di cuoio, formavano dei piccoli tamburi di uso militare, le nacchere; i rigattieri rivendevano oggetti e vestiti usati, i fondellai producevano la base dei bottoni in metallo, su cui si applicava una capocchia personalizzata con lo stemma o le iniziali; gli stracciaioli lavoravano per l'Arte della Seta e toglievano dal bozzolo la straccia (le loro botteghe non esistevano più qui comunque dal XVI secolo).
Oggi si tratta di un breve asse viario nel cuore della città, tracciato a seguito delle demolizioni che interessarono tra il 1885 e il 1895 l'area del Mercato Vecchio e del Ghetto ebraico con l'intento di risanare l'area e di conferirle igiene e decoro borghese, come bene si comprende osservando gli edifici che oggi le sono in fregio, per lo più ispirati a modelli quattro cinquecenteschi ma segnati da una propensione al gigantismo propria del tempo. 
La denominazione (deliberazione della giunta comunale del 4 agosto 1893) è in riferimento all'antica famiglia Brunelleschi di Petraia (la quale non ebbe nessun rapporto con quella di Filippo Brunelleschi il cui nome si determina in realtà come patronimico da Filippo di ser Brunellesco Lapi, e al quale è invece dedicata a Firenze la piazza Brunelleschi), e questo per la presenza un tempo in questa zona sia delle case e delle torri del casato. A essi era dedicata anche una piazzetta all'odierno angolo con via del Campidoglio, che venne chiamata in tempi più recenti anche piazza dei Piselli o dei Marroni, per il commercio che vi si faceva di questi prodotti, l'uno in primavera e l'altro in autunno.

## Descrizione
La strada, pavimentata a lastrico, presenta due larghi marciapiedi, da un lato ulteriormente dilatati dalla presenza di un alto porticato  che consente di raggiungere al coperto via de' Pecori e, dal lato opposto, via Porta Rossa. Nel 2013, davanti al palazzo Pola e Todescan, è stata realizzata un'isola ecologica.

### Preesistenze
All'inizio della strada, quasi in angolo con la piazza davanti all'angolo delle mura del Ghetto, esisteva la chiesa di Santa Maria in Campidoglio, su un'omonima piazzetta. Essa era sorta tra il tempio a l'aula capitolina del foro romano di Florentia, mantenendone il ricordo nel nome. Sullo stesso lato, oltre un vicoletto accanto alla chiesa, si trovavano le case già della famiglia Arrigucci. 
L'altro lato era occupato, fino in fondo alla strada, dalle mura del ghetto ebraico. In corrispondenza dell'attuale via del Campidoglio (al tempo molto più stretta e chiamata via del Refe Nero), si apriva un'altra piazzetta con la chiesa di San Leo, che oltre che come piazza di San Leo ora nota anche come piazza dei Brunelleschi, dal nome della famiglia che aveva avuto qui le sue case, sia a fianco della chiesa che sul lato opposto, prima che fossero murate nel Ghetto (vi spiccava il palazzo Brunelleschi Arrigucci), o anche come piazza dei Marroni o dei Piselli, dal nome dei prodotti che maggiormente vi si vendevano: le castagne d'autunno e i piselli in primavera. 
Dietro la chiesa esisteva dal 1803 il giardino degli Orlandini, appartenente alla famiglia che abitata nel vicino palazzo Orlandini del Beccuto.

### Edifici odierni
| Immagine | N°     | Nome                          | Descrizione |
| -------- | ------ | ----------------------------- | --- |
|          | s.n.   | Palazzo dell'Arcone di Piazza | Il grande edificio, eretto su progetto dell'architetto Vincenzo Micheli (1895), prosegue le sue arcate sulla via dei Brunelleschi, dove si collegano, senza soluzione di continuità, con quelle degli altri edifici di via de' Pecori. L'edificio, a lungo fortemente criticato sia in quanto simbolo della distruzione di uno dei luoghi più antichi di Firenze, sia per il suo carattere 'tronfio' e affatto fiorentino, è stato restaurato l'ultima volta nel 2022. |
|          | 2r-10r | Palazzo Levi                  | Si tratta di un edificio in stile neorinascimentale, eretto tra il 1890 e il 1893 (e dallo stesso anno sede della Fondiaria Assicurazioni) su progetto dell'architetto Giuseppe Boccini e commissione dei fratelli Ottavio ed Enrico Levi figli di Salvatore che, proprietari di una parte delle case del Ghetto che precedentemente qui insisteva, avevano investito nell'impresa per rivendere non ancora conclusi i lavori l'esteso palazzo. Di notevoli dimensioni, tanto da determinare un intero isolato, presenta sulla piazza un fronte organizzato su quattro piani, con un lungo balcone al piano nobile ad abbracciare cinque degli undici assi complessivi. Sulla cantonata su piazza della Repubblica ha sede lo storico Caffè Paszkowski. |
|          | 1      | Ex-Gambrinus                  | Dell'edificio originario rimane attualmente solo l'avancorpo che guarda a via de' Brunelleschi, costituito da un porticato a tre archi che segue quello del grande edificio con arcone. Originariamente la struttura dava accesso ed era parte integrante del Caffè Gambrinus Halle, realizzato su progetto dell'architetto Giacomo Roster, inaugurato nel 1894 e costituito da un ristorante, terrazza panoramica sul tetto, un giardino d'inverno e sale da biliardo. Acquistato dall'imprenditore Vittorio Furlan, fu interessato da lavori che trasformarono buona parte della superficie in sala di proiezioni: il nuovo locale fu inaugurato nell'aprile del 1922 come cinema Centrale Gambrinus. Ristrutturato nel 1948 e nel 1951, cessò l'attività nel 2007. Dopo lavori di adattamento è diventato sede dell'Hard Rock Cafe di Firenze, dal 2011. Gli spazi interni conservano sostanzialmente la distribuzione legata all'ultimo intervento sul cinema, con un intelligente recupero degli stessi elementi decorativi e d'arredo (soffitti in stucco, pannelli, lampadari) ora inseriti scenograficamente nel nuovo locale. |
|          | 3      | Palazzo Pola e Todescan       | L'edificio fu eretto tra il 1901 e il 1903 su progetto dell'architetto Giovanni Paciarelli, nella fase finale di ricostruzione della zona. All'origine il palazzo ospitava i "Grandi Magazzini, all'industria inglese, Pola e Todescan" (dai quali la denominazione corrente), specializzati nella vendita di articoli a buon mercato. L'insieme, decisamente monumentale, si caratterizza rispetto agli altri edifici circostanti realizzati negli anni immediatamente precedenti, per una chiara adesione alle nuove proposte moderniste, almeno per quanto riguarda l'apparato decorativo che si avvale di sculture, fregi in ceramica colorata (opera della manifattura Cantagalli) e lavori in ferro battuto (delle Officine Michelucci di Pistoia). |
|          | 2-4    | Palazzo Ceci e Rossi          | L'edificio è così denominato per essere stato eretto nel 1893 dalla ditta imprenditrice Ceci e Rossi: aveva in origine una galleria che da via Roma giungeva fino a via de' Brunelleschi. Nella sua breve storia è stato per lo più noto per aver ospitato, nel negozio d'angolo, il "Bar Pasticceria Bruzzichelli", uno dei più rinomati locali fiorentini degli anni cinquanta e sessanta del Novecento. Il palazzo, il più grande del centro dopo quello delle Poste, occupa tutto l'isolato ed è dotato, all'angolo con via de' Pecori, di una torretta panoramica che si eleva dall'ultimo piano. |